# Bronkiell hyperreaktivitet
Vid bronkiell hyperreaktivitet reagerar luftrören mer än normalt. Detta är vanligt hos astmasjuka och existerar även vid kronisk bronkit. Orsaken till tillståndet är okänt.